# Testa Gemella Occidentale
La Testa Gemella Occidentale (Westlicher Zwillingskopf o ufficialmente nelle cartine militari IGM in plurale Zwillingsköpfe comprendendo quella Orientale) è il punto più a nord della regione geografica italiana e della Repubblica Italiana, anche se spesso sbagliando viene considerata tale la vicina Vetta d'Italia (2 912 m) che si trova a 400 m a ovest e 100 a sud: infatti dal 1997 è ufficialmente considerata punto più a nord d'Italia.

## Posizione
Si tratta di una cima situata al confine tra Austria e Italia. Il crinale montuoso su cui si trova, conformato a ferro di cavallo, abbraccia la valle dell'Aurino (intorno al territorio del comune di Predoi), separando la provincia autonoma di Bolzano dal Salisburghese (come anche il Tirolo Orientale dal resto del Tirolo).
La strada della valle porta in Austria attraverso il passo della Forcella del Picco (Birnlücke).